# Lotto Soudal w sezonie 2022
Lotto Soudal w sezonie 2022 – podsumowanie występów zawodowej grupy kolarskiej Lotto Soudal w sezonie 2022, w którym należała ona do dywizji UCI WorldTeams.

## Transfery
Opracowano na podstawie:
| Przybyli                    | Przybyli                 | Odeszli            | Odeszli                            |
| Kolarz                      | Poprzednia grupa (2021)  | Kolarz             | Nowa grupa (2022)                  |
| --------------------------- | ------------------------ | ------------------ | ---------------------------------- |
| Reinardt Janse van Rensburg | Team Qhubeka NextHash    | John Degenkolb     | Team DSM                           |
| Victor Campenaerts          | Team Qhubeka NextHash    | Tosh Van der Sande | Team Jumbo-Visma                   |
| Carlos Barbero              | Team Qhubeka NextHash    | Tomasz Marczyński  | –                                  |
| Rüdiger Selig               | Bora-Hansgrohe           | Stefano Oldani     | Alpecin-Fenix                      |
| Michael Schwarzmann         | Bora-Hansgrohe           | Gerben Thijssen    | Intermarché-Wanty-Gobert Matériaux |
| Arnaud De Lie               | Lotto Soudal U23         | Kobe Goossens      | Intermarché-Wanty-Gobert Matériaux |
| Cédric Beullens             | Sport Vlaanderen-Baloise | –                  | –                                  |
| Jarrad Drizners             | Hagens Berman Axeon      | –                  | –                                  |

## Skład
Opracowano na podstawie:
| Skład drużyny 2022                         | Skład drużyny 2022   | Skład drużyny 2022 | Skład drużyny 2022                      |
| Imię i nazwisko                            | Data urodzenia       | Państwo            | Poprzednia grupa                        |
| ------------------------------------------ | -------------------- | ------------------ | --------------------------------------- |
| Cédric Beullens                            | 27 stycznia 1997     | Belgia             | Sport Vlaanderen-Baloise (2021)         |
| Victor Campenaerts                         | 28 października 1991 | Belgia             | Qhubeka NextHash (2021)                 |
| Filippo Conca                              | 22 września 1998     | Włochy             | Biesse Arvedi (2020)                    |
| Steff Cras                                 | 13 lutego 1996       | Belgia             | Katusha-Alpecin (2019)                  |
| Jasper De Buyst                            | 24 listopada 1993    | Belgia             | Topsport Vlaanderen-Baloise (2014)      |
| Thomas De Gendt                            | 6 listopada 1986     | Belgia             | Omega Pharma-Quick Step (2014)          |
| Arnaud De Lie                              | 16 marca 2002        | Belgia             | Lotto-Soudal Development (2021)         |
| Jarrad Drizners                            | 31 maja 1999         | Australia          | Hagens Berman Axeon (2021)              |
| Caleb Ewan                                 | 11 lipca 1994        | Australia          | Mitchelton-Scott (2018)                 |
| Frederik Frison                            | 28 lipca 1992        | Belgia             | Lotto-Soudal U23 (2015)                 |
| Philippe Gilbert                           | 5 lipca 1982         | Belgia             | Deceuninck-Quick Step (2019)            |
| Sébastien Grignard                         | 29 kwietnia 1999     | Belgia             | Lotto-Soudal U23 (2020)                 |
| Matthew Holmes                             | 8 grudnia 1993       | Wielka Brytania    | Madison Genesis (2019)                  |
| Roger Kluge                                | 5 lutego 1986        | Niemcy             | Mitchelton-Scott (2018)                 |
| Andreas Kron                               | 1 czerwca 1998       | Dania              | Riwal Securitas (2020)                  |
| Kamil Małecki                              | 2 stycznia 1996      | Polska             | CCC Team (2020)                         |
| Sylvain Moniquet                           | 14 stycznia 1998     | Belgia             | Équipe continentale Groupama-FDJ (2020) |
| Michael Schwarzmann                        | 7 stycznia 1991      | Niemcy             | Bora-Hansgrohe (2021)                   |
| Rüdiger Selig                              | 19 lutego 1989       | Niemcy             | Bora-Hansgrohe (2021)                   |
| Harry Sweeny                               | 9 lipca 1998         | Australia          | Lotto-Soudal U23 (2020)                 |
| Maxim Van Gils                             | 25 listopada 1999    | Belgia             | Lotto-Soudal U23 (2020)                 |
| Brent Van Moer                             | 12 stycznia 1998     | Belgia             | Lotto-Soudal U23 (2019)                 |
| Harm Vanhoucke                             | 17 czerwca 1997      | Belgia             | Lotto-Soudal U23 (2018)                 |
| Florian Vermeersch                         | 12 marca 1999        | Belgia             | Lotto-Soudal U23 (2020)                 |
| Viktor Verschaeve                          | 3 sierpnia 1998      | Belgia             | Lotto-Soudal U23 (2020)                 |
| Xandres Vervloesem                         | 13 maja 2000         | Belgia             | Lotto-Soudal U23 (2020)                 |
| Tim Wellens                                | 10 maja 1991         | Belgia             | Lotto-Belisol U23 (2012)                |
| Carlos Barbero (1 maj–31 gru)              | 29 kwietnia 1991     | Hiszpania          | Qhubeka NextHash (2021)                 |
| Reinardt Janse van Rensburg (1 maj–31 gru) | 3 lutego 1989        | Południowa Afryka  | Qhubeka NextHash (2021)                 |
|                                            |                      |                    |                                         |
| Źródło: ProCyclingStats                    |                      |                    |                                         |

## Zwycięstwa
Opracowano na podstawie:
| Zwycięstwa    | Zwycięstwa                                        | Zwycięstwa       | Zwycięstwa | Zwycięstwa         | Zwycięstwa |
| Data          | Wyścig                                            | Państwo          | Kategoria  | Zwycięzca          |            |
| ------------- | ------------------------------------------------- | ---------------- | ---------- | ------------------ | ---------- |
| 28 sty        | Trofeo Serra de Tramuntana                        | Hiszpania        | 1.1        | Tim Wellens        |            |
| 30 sty        | Trofeo Playa de Palma                             | Hiszpania        | 1.1        | Arnaud De Lie      |            |
| 1 lut         | AlUla Tour, 1. etap                               | Arabia Saudyjska | 2.1        | Caleb Ewan         |            |
| 4 lut         | AlUla Tour, 4. etap                               | Arabia Saudyjska | 2.1        | Maxim Van Gils     |            |
| 5 lutego 2022 | AlUla Tour, klasyfikacja generalna                | Arabia Saudyjska | 2.1        | Maxim Van Gils     |            |
| 18 lut        | Tour des Alpes-Maritimes et du Var, 1. etap       | Francja          | 2.1        | Caleb Ewan         |            |
| 19 lut        | Tour des Alpes-Maritimes et du Var, 2. etap       | Francja          | 2.1        | Tim Wellens        |            |
| 6 mar         | Grote Prijs Jean-Pierre Monseré                   | Belgia           | 1.1        | Arnaud De Lie      |            |
| 9 mar         | Tirreno-Adriático, 3. etap                        | Włochy           | 2.UWT      | Caleb Ewan         |            |
| 2 kwi         | Volta Limburg Classic                             | Holandia         | 1.1        | Arnaud De Lie      |            |
| 10 kwi        | Presidential Cycling Tour of Turkey, 1. etap      | Turcja           | 2.Pro      | Caleb Ewan         |            |
| 15 kwi        | Presidential Cycling Tour of Turkey, 6. etap      | Turcja           | 2.Pro      | Caleb Ewan         |            |
| 5 maj         | Quatre Jours de Dunkerque, 3. etap                | Francja          | 2.Pro      | Philippe Gilbert   |            |
| 8 maja 2022   | Quatre Jours de Dunkerque, klasyfikacja generalna | Francja          | 2.Pro      | Philippe Gilbert   |            |
| 14 maj        | Giro d'Italia, 8. etap                            | Włochy           | 2.UWT      | Thomas De Gendt    |            |
| 22 maj        | Antwerp Port Epic                                 | Belgia           | 1.1        | Florian Vermeersch |            |
| 30 maj        | Grote Prijs Marcel Kint                           | Belgia           | 1.1        | Arnaud De Lie      |            |
| 4 cze         | Heistse Pijl                                      | Belgia           | 1.1        | Arnaud De Lie      |            |
| 6 cze         | Ronde van Limburg                                 | Belgia           | 1.1        | Arnaud De Lie      |            |
| 25 lip        | Tour de Wallonie, 3. etap                         | Belgia           | 2.Pro      | Arnaud De Lie      |            |
| 7 sie         | Tour of Leuven                                    | Belgia           | 1.1        | Victor Campenaerts |            |
| 11 wrz        | Grand Prix de Fourmies                            | Francja          | 1.Pro      | Caleb Ewan         |            |

## Ranking UCI
| Ranking UCI | Ranking UCI                 | Ranking UCI       | Ranking UCI |
| Kolarz      | Kolarz                      | Państwo           | Punkty      |
| ----------- | --------------------------- | ----------------- | ----------- |
| 6.          | Arnaud De Lie               | Belgia            | 2268 pkt    |
| 75.         | Tim Wellens                 | Belgia            | 791 pkt     |
| 80.         | Victor Campenaerts          | Belgia            | 761 pkt     |
| 88.         | Caleb Ewan                  | Australia         | 711 pkt     |
| 141.        | Philippe Gilbert            | Belgia            | 509 pkt     |
| 164.        | Andreas Kron                | Dania             | 456 pkt     |
| 186.        | Maxim Van Gils              | Belgia            | 402 pkt     |
| 191.        | Reinardt Janse van Rensburg | Południowa Afryka | 391.75 pkt  |
| 213.        | Steff Cras                  | Belgia            | 350 pkt     |
| 217.        | Sylvain Moniquet            | Belgia            | 346 pkt     |
| 223.        | Jasper De Buyst             | Belgia            | 340 pkt     |
| 269.        | Florian Vermeersch          | Belgia            | 282 pkt     |
| 317.        | Harm Vanhoucke              | Belgia            | 226 pkt     |
| 590.        | Thomas De Gendt             | Belgia            | 100 pkt     |
| 858.        | Carlos Barbero              | Hiszpania         | 61 pkt      |
| 946.        | Brent Van Moer              | Belgia            | 54 pkt      |
| 1109.       | Rüdiger Selig               | Niemcy            | 43 pkt      |
| 1244.       | Roger Kluge                 | Niemcy            | 34 pkt      |
| 1401.       | Frederik Frison             | Belgia            | 28 pkt      |
| 1569.       | Harry Sweeny                | Australia         | 20 pkt      |
| 1881.       | Kamil Małecki               | Polska            | 13 pkt      |
| 1970.       | Viktor Verschaeve           | Belgia            | 10 pkt      |
| 2117.       | Filippo Conca               | Włochy            | 9 pkt       |
| 2511.       | Sébastien Grignard          | Belgia            | 3 pkt       |
| 2885.       | Matthew Holmes              | Wielka Brytania   | 1 pkt       |